# Norbert Iwanowski
Norbert Marek Iwanowski (ur. 14 października 1973) – generał dywizji doktor Wojska Polskiego, dowódca 15 Brygady Zmechanizowanej (2018–2019), szef Zarządu Analiz Wywiadowczych i Rozpoznawczych (P-2) w Sztabie Generalnym Wojska Polskiego (2019–2022), od 27 marca 2023 dowódca 1 Dywizji Piechoty Legionów. 

## Przebieg służby wojskowej
W 1993 Norbert Iwanowski rozpoczął studia wojskowe jako podchorąży we Wrocławiu w Wyższej Szkole Oficerskiej Wojsk Zmechanizowanych. W 1997 ukończył wojskową uczelnię, która w 1994 została przeformowana w Wyższą Szkołę Oficerską im. Tadeusza Kościuszki. W sierpniu tego roku był promowany na pierwszy stopień oficerski – podporucznika. Służbę zawodową rozpoczął w 1997 na stanowisku dowódcy plutonu, następnie dowódcy kompanii rozpoznawczej, szefa sekcji i dowódcy batalionu w 17 Brygadzie Zmechanizowanej w Międzyrzeczu i Wędrzynie. W trakcie służby studiował w Wyższej Szkole Pedagogicznej, którą ukończył w 1999. W 2002 otrzymał tytuł i dyplom przodującego pododdziału rozpoznawczego. W 2002 został skierowany na studia w Akademii Obrony Narodowej, które ukończył w stopniu kpt. mgr. 15 lipca 2005 z trzecią lokatą (4,92) z nagrodą komendanta–rektora AON. W 2006 ukończył studia podyplomowe Operacyjno-Taktyczne w AON.
Od 24 stycznia do 25 lipca 2007 w stopniu majora pełnił służbę na stanowisku szefa sekcji rozpoznawczej (S-2), która była komórką wewnętrzną sztabu BGB w Wielonarodowej Dywizji Centrum-Południe VIII zmiany Polskiego Kontyngentu Wojskowego w Iraku stacjonując w bazie Delta w Al-Kut. Po misji w Iraku pełnił dalej służbę w 17 BZ jako dowódca 15 batalionu Ułanów Poznańskich w Wędrzynie. W latach 2009–2010 jako podpułkownik był szefem CJ3 w Grupie Bojowej Unii Europejskiej (Force HeadQuarters Commander GBUE/I 2010), której trzon stanowiła 17 WBZ. Od 20 kwietnia 2011 do 26 października 2011 pełnił służbę w IX zmianie PKW w Afganistanie. Następnie otrzymał przydział służbowy do dowództwa 11 Dywizji Kawalerii Pancernej w Żaganiu jako szef wydziału rozpoznania i walki elektronicznej (G-2). Z dniem 27 marca 2012, służąc w IX zmianie Polskiego Kontyngentu Wojskowego w Islamskiej Republice Afganistanu, uzyskał tytuł „Przodujący Oddział Wojska Polskiego” oraz prawo do noszenia sznura wyróżniającego w kolorze niebieskim. W 2013 ukończył studia w Wyższej Szkole Administracji i Biznesu. 
26 września 2013 został skierowany na Podyplomowe Studia Operacyjno-Strategiczne (PSOS), które ukończył 27 czerwca 2014 wraz z Advanced Strategic and Operational Course w Akademii Obrony Narodowej. Po studiach w AON powrócił do służby w dowództwie 11 DKPanc. 7 stycznia 2015 skierowany  do Krakowa, gdzie w stopniu pułkownika przystąpił do wykonywania zadań w Centrum Operacji Lądowych – Dowództwo Komponentu Lądowego na stanowisku szefa oddziału rozpoznania i walki elektronicznej, a następnie szefa sztabu. 8 sierpnia 2018 zakończył służbę w COLąd-DKL. 9 sierpnia 2018 objął obowiązki dowódcy 15 Brygady Zmechanizowanej. Ukończył Podyplomowe Studia Polityki Obronnej w Akademii Sztuki Wojennej. 19 grudnia 2018 zainaugurował I edycję kursu „Harpun” w 15 BZ, w którym uczestniczyli także żołnierze Batalionowej Grupy Bojowej NATO, na co dzień współdziałający z żołnierzami Brygady. 

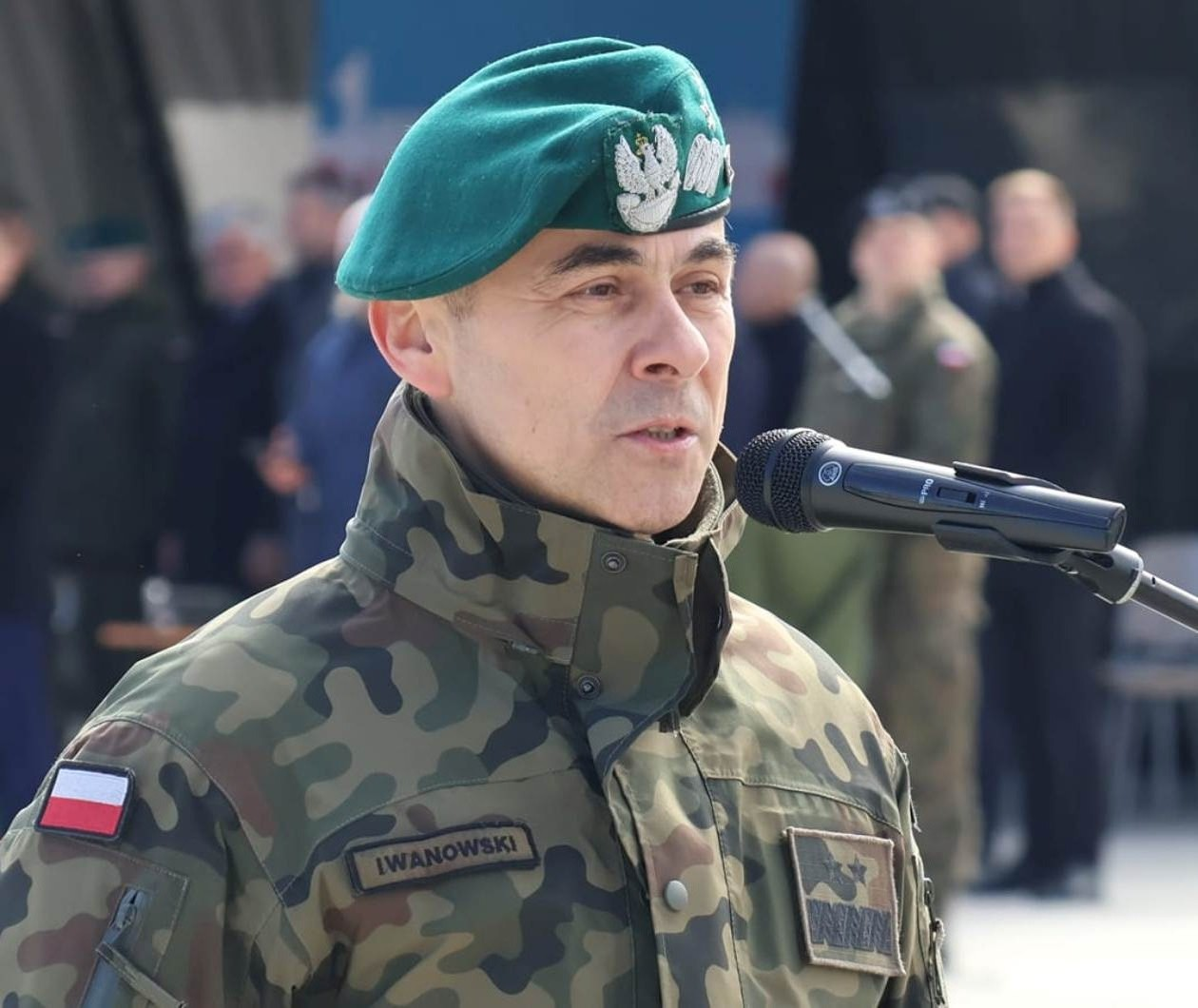
Gen. dyw. dr Norbert Iwanowski. Zdj. z 19.04.2024, Czerwony Bór

17 stycznia 2019 zainaugurował w 15 BZ wdrożenie nowej formuły szkoleniowej. W lutym 2019 był głównym organizatorem ćwiczenia dowódczo-sztabowego „Łasica-19”.
13 marca 2019 prezydent RP Andrzej Duda mianował go na stopień generała brygady. W dniach od 13 czerwca do 19 czerwca 2019 był kierownikiem ćwiczenia taktycznego z wojskami „Puma-19”, które odbyło się na terenie Ośrodka Szkolenia Poligonowego Wojsk Lądowych w Orzyszu. W listopadzie 2019 został skierowany do Warszawy, gdzie objął funkcję szefa Zarządu Analiz Wywiadowczych i Rozpoznawczych (P-2) w Sztabie Generalnym Wojska Polskiego. 17 września 2022 minister obrony narodowej Mariusz Błaszczak wyznaczył go na pełnomocnika MON ds. utworzenia piątej dywizji zmechanizowanej w Wojskach Lądowych, a następnie 27 marca 2023 objął stanowisko dowódcy 1 Dywizji Piechoty Legionów.

## Awanse
- podporucznik – 1997[5]

(...)
- generał brygady – 13 marca 2019[30]
- generał dywizji – 14 sierpnia 2023[31]

## Ordery, odznaczenia i wyróżnienia
- Wojskowy Krzyż Zasługi – 2022[32]
- Gwiazda Iraku – 2007
- Gwiazda Afganistanu – 2011[33]
- Srebrny Medal „Siły Zbrojne w Służbie Ojczyzny” – 2013[34]
- Brązowy Medal „Siły Zbrojne w Służbie Ojczyzny”
- Srebrny Medal „Za zasługi dla obronności kraju”
- Brązowy Medal „Za zasługi dla obronności kraju”
- Medal „Pro Patria”
- Medal „W służbie Bogu i Ojczyźnie” – 2019[35]
- Medal Okolicznościowy Rektora-Komendanta Akademii Sztuk Wojennych w 100-lecie utworzenia WSWoj – 2019
- Odznaka Skoczka Spadochronowego Wojsk Powietrznodesantowych – 1995
- Wojskowa Odznaka Sprawności Fizycznej
- tytuł i dyplom „Przodujący Pododdział Rozpoznawczy” – 2002[3]
- honorowy tytuł „Przodujący Oddział Wojska Polskiego” – 2012[e]
- Odznaka pamiątkowa 11 Dywizji Kawalerii Pancernej – 2011
- Odznaka pamiątkowa 17 Brygady Zmechanizowanej
- Odznaka pamiątkowa Centrum Operacji Lądowych – Dowództwo Komponentu Lądowego – 2015
- Odznaka pamiątkowa 15 Brygady Zmechanizowanej – 2018, ex officio
- Odznaka pamiątkowa Ośrodka Szkolenia Poligonowego Wojsk Lądowych Orzysz – 2019[37]
- Odznaka pamiątkowa Sztabu Generalnego Wojska Polskiego – 2019
- Odznaka pamiątkowa 1 Dywizji Piechoty Legionów – 2025, ex officio
- Odznaka absolwenta Akademii Obrony Narodowej
- Medal Pamiątkowy Wielonarodowej Dywizji Centrum-Południe w Iraku
- Medal NATO za misję ISAF
- Odznaka Honorowa Szwadronu Honorowego 3 Pułku Szwoleżerów Mazowieckich – 2019[38]
- Odznaka pamiątkowa Krajowego Koła Weteranów Ich Rodzin i Przyjaciół 5 Pułku Ułanów Zasławskich – 2019[39][40]
- Pamiątkowa Szabla – 2018[9]
- wyróżniony miniaturą sztandaru COLąd-DKL – 2018[9]
- Buzdygan Honorowy – 13 marca 2019[30]
- „Zasłużony dla gminy Orzysz” – 2025[41]

i inne